# Цицишвили, Георгий Владимирович
Георгий Владимирович Цицишвили (груз. გიორგი ვლადიმერის ძე ციციშვილი; 1915—2012) — советский и грузинский учёный в области физикохимии, доктор химических наук (1947), профессор (1950), академик АН Грузинской ССР (1960). Академик-секретарь Отделения химии и химической технологии АН Грузинской ССР (1963—1990).

## Биография
Родился 24 октября 1915 года в Тбилиси.
С 1932 по 1937 год обучался на химическом факультете Тбилисского государственного университета. С 1938 по 1940 год обучался в аспирантуре Научно-исследовательского физико-химического института имени Л. Я. Карпова.
С 1940 по 1990 год на педагогической работе в Тбилисском государственном университете в должностях: старший преподаватель, с 1942 года — доцент, с 1950 года — профессор химического факультета, читал курсы лекций по вопросам теории квантовой, органической и физической химии, химической термодинамике и строении молекул.
С 1941 года одновременно с педагогической занимался и научной деятельностью в Институте физической и органической химии АН Грузинской ССР в должности старшего научного сотрудника, с 1947 года — директора этого института. Одновременно с 1959 года на научной работе в Академии наук Грузинской ССР в качестве заместителя руководителя Отделения математики и естественных наук под руководством А. И. Джанелидзе. С 1963 года — академик-секретарь Отделения химии и химической технологии АН Грузинской ССР и одновременно с 1981 года — председатель Цеолитной комиссии Научного совета по адсорбентам Академии наук СССР.

### Научно-педагогическая деятельность и вклад в науку
Основная научно-педагогическая деятельность Г. В. Цицишвили была связана с вопросами в области химии и физикохимии, занимался исследованиями в области
свойства и возможности применения природных осадочных цеолитов, изучения сорбционных процессов и строения вещества, он являлся разработчиком
квантово-химического метода для решения задачи о влиянии полярности на отталкивание между молекулами. Г. В. Цицишвили являлся докладчиком и одним из организаторов Менделеевских съездов. Г. В. Цицишвили с 1974 года являлся главным редактором научного журнала «Сообщения АН Грузинской ССР. Серия химическая», с 1977 года — член совета Международной цеолитной ассоциации (англ. International Zeolite Association (IZA)), с 1991 года организатор и первый председатель Грузинской цеолитной ассоциации.
В 1940 году защитил кандидатскую диссертацию по теме: «Теория водородной связи», в 1947 году защитил докторскую диссертацию на соискание учёной степени доктор химических наук по теме: «Межмолекулярное взаимодействие и некоторые физико-химические свойства фтороводорода и частично других галогенводородов». В 1950 году ему присвоено учёное звание профессор. В 1950 году был избран член-корреспондентом, а в 1960 году был избран действительным членом АН Грузинской ССР. Г. В. Цицишвили было написано более семисот научных работ, в том числе монографий, под его руководством было выполнено пять докторских и сорок кандидатских диссертаций.

## Основные труды
- Клиноптилолит: Труды Симпозиума по вопросам исследования и применения клиноптилолита, Тбилиси, 2-4 ноября 1974 г. / [Ред. коллегия: Г. В. Цицишвили [и др.] ; : АН ГССР, Науч. совет по адсорбентам ООТХ АН СССР, Ин-т физ. и орган. химии им. П. Г. Меликишвили. — Тбилиси : Мецниереба, 1977. — 243 с.
- Отчет о командировке в США [для участия в работе IV Международной конференции по молекулярным системам, с 18 по 22 апреля 1977 г. в г. Чикаго. — Москва : ВИНИТИ, 1978. — 14 с.
- Адсорбционные, хроматографические и спектральные свойства высококремнистых молекулярных сит. — Тбилиси : Мецниереба, 1979. — 48 с.
- Природные цеолиты / [Цицишвили Г. В., Андроникашвили Т. Г., Киров Г. Н., Филизова Л. Д.]. — Москва : Химия, 1985. — 223 с.
- Химия и химическая технология : Сб. ст. / [Редкол.: Г. В. Цицишвили (ред.) и др.]. — Тбилиси : Мецниереба, 1988. — 339 с. — (Изв. АН ГССР. Хим. сер., ISSN 0132-6074).
- Использование природных цеолитов в тепличном хозяйстве / Г. В. Цицишвили, Т. Г. Андроникашвили, М. А. Кардава; АН ГССР, Ин-т физ. и орган. химии им. П. Г. Меликишвили. — Препр. — Тбилиси : Б. и., 1990. — 14 с[4]